# Église Notre-Dame-de-l'Assomption de Jazennes
L'église Notre-Dame-de-l'Assomption est une église de style roman saintongeais située à Jazennes en Saintonge, dans le département français de la Charente-Maritime en région Nouvelle-Aquitaine.

## Historique
L'église de Jazennes fut construite en style roman au XIIe siècle.
Elle fait l'objet d'un classement au titre des monuments historiques depuis le 22 mai 1905.

## Architecture
L'église, aux proportions harmonieuses, est de facture cistercienne. Construction en deux étapes distinctes : d'abord l'abside et la travée du chœur ; puis, après 1150, la tour du clocher, la nef et la façade ouest. Ensemble martelé lors des guerres de Religion. Façade typiquement saintongeaise avec large portail central, encadré de deux petits portails latéraux aveugles; le tout surmonté par un étage à fines arcatures, se terminant par un petit fronton triangulaire. Clocher carré de composition harmonieuse.